# Овсорок (село)
Овсорок (рос. Овсорок) — село в Жиздринському районі Калузької області Російської Федерації.
Населення становить 234 особи. Входить до складу муніципального утворення Село Овсорок.

## Історія
Від 2004 року входить до складу муніципального утворення Село Овсорок

## Населення
1. Н/Д[2]